# Дірк Леппен
Дірк Леппен (нім. Dirk Leppen; нар. 23 серпня 1966) — колишній західнонімецький тенісист.
Найвищу одиночну позицію світового рейтингу — 174 місце досяг 26 червня 1989, парну — 362 місце — 16 квітня 1990 року.

## Фінали ATP Челленджер

### Парний розряд: 1 (0–1)
| Результат | Дата     | Турнір                       | Покриття | Партнер      | Суперники                       | Рахунок  |
| --------- | -------- | ---------------------------- | -------- | ------------ | ------------------------------- | -------- |
| Поразка   | Чер 1989 | Монтабаур, Західна Німеччина | Ґрунт    | Карстен Браш | Нік Фулвуд Гаральд Ріттерсбахер | 5–7, 3–6 |